# Itó Sindzsó
Itó Sindzsó (japánul 伊藤 真乗 Hepburn: Shinjō Itō, 1906. március 28. – 1989. július 19.) a tiszteletreméltó Sinnyo-en buddhista iskola alapítója.
1906-ban Japánban a Jamanasi prefektúrában született. Repülésügyi mérnök karrierjét feladván, életét a vallásnak szentelte. A Daigo-dzsi kolostorban képezte magát, és a singon buddhizmus nagymestere (Nagy ácsárjája) lett, majd 1936-ban megalapította a Sinnyo-ent.
Kiváló buddhista mesteri és tanítói munkássága mellett, Itó Sindzsó tehetséges buddhista szobrászként és fényképészként is ismert.
Munkái 2006-ban Japán-szerte szerepeltek egy centenáriumi kiállításon és 2008-ban bejárták az Amerikai Egyesült Államokat (New York, Chicago, Los Angeles) illetve megtekinthető volt Olaszországban is (Milánó, Firenze).

## Itó Sindzsó-idézetek
- „A buddhizmus szelleme, mindennél inkább a harmónia és egység értékeléséről szól, amiben másokat tisztelünk és elfogadunk ahelyett, hogy elítélnénk. A kezdetek óta ez a buddhista út, és ez a valódi buddhizmus.”
- „A Buddha megosztotta tanításait, hogy kivétel nélkül mindenki elérhesse ugyanazt a legfelsőbb szintű felszabadulást, amit ő maga is elért gyakorlat és erőfeszítések árán.”
- „Néha, mikor az emberek egy sikeres emberre néznek, vagy irigyek lesznek vagy sikerét szerencsének tudják be – megfeledkezve az illető erőfeszítéseiről, amit célja elérésének érdekében tett.”
- „Vizsgáld meg a jelent és tanulj a múltból, hogy lásd hogyan fog a jövő kibontakozni. Túl gyakran csak a jelent vesszük alapul és tetteinket kizárólag arra alapozzuk.”
- „Az a legfontosabb, hogy mélyen szálljunk magunkba és felfedezzük a bennünk rejlő buddha szerető kedvességét és együttérzését – a felébredt természetet, mellyel mindannyian rendelkezünk.”
- „Lehet, hogy láttál már embereket egy szoborhoz úgy fohászkodni, mintha annak valami különleges ereje lett volna. Talán a családjuk jólétét kívánják, vagy anyagi gazdagságot, vagy betegségből való felépülést; de ez a fajta hitgyakorlás pusztán zsákutcába vezet. A Buddha-szobrok inspirációkként kéne szolgáljanak, hogy fejlesszük a mindannyiunkban ott rejlő buddha végtelen szerető kedvességét.”

## Külső hivatkozások
- Shinjo Ito
- Shinjo Ito Center
- Art Knowledge News
- New York Sun Archiválva 2010. október 30-i dátummal a Wayback Machine-ben
- Friends of Shinjo Ito
- Shinnyo en Visiting Professorship at Stanford University USA
- UC Berkeley Press Release

## Bibliográfia
- Ito, Shinjo, "Shinjo:Reflections", Somerset Hall Press, 2009
- S. Yabucchi, M.R. Miles, T. Enomoto, "The Vision and Art of Shinjo Ito", Alinari 24 Ore, 2008 ISBN 978-8863020021